# Le Mesnil-Simon, Eure-et-Loir

Le Mesnil-Simon este o comună în departamentul Eure-et-Loir, Franța. În 1 ianuarie 2022 avea o populație de 569 de locuitori.